# Karyatide

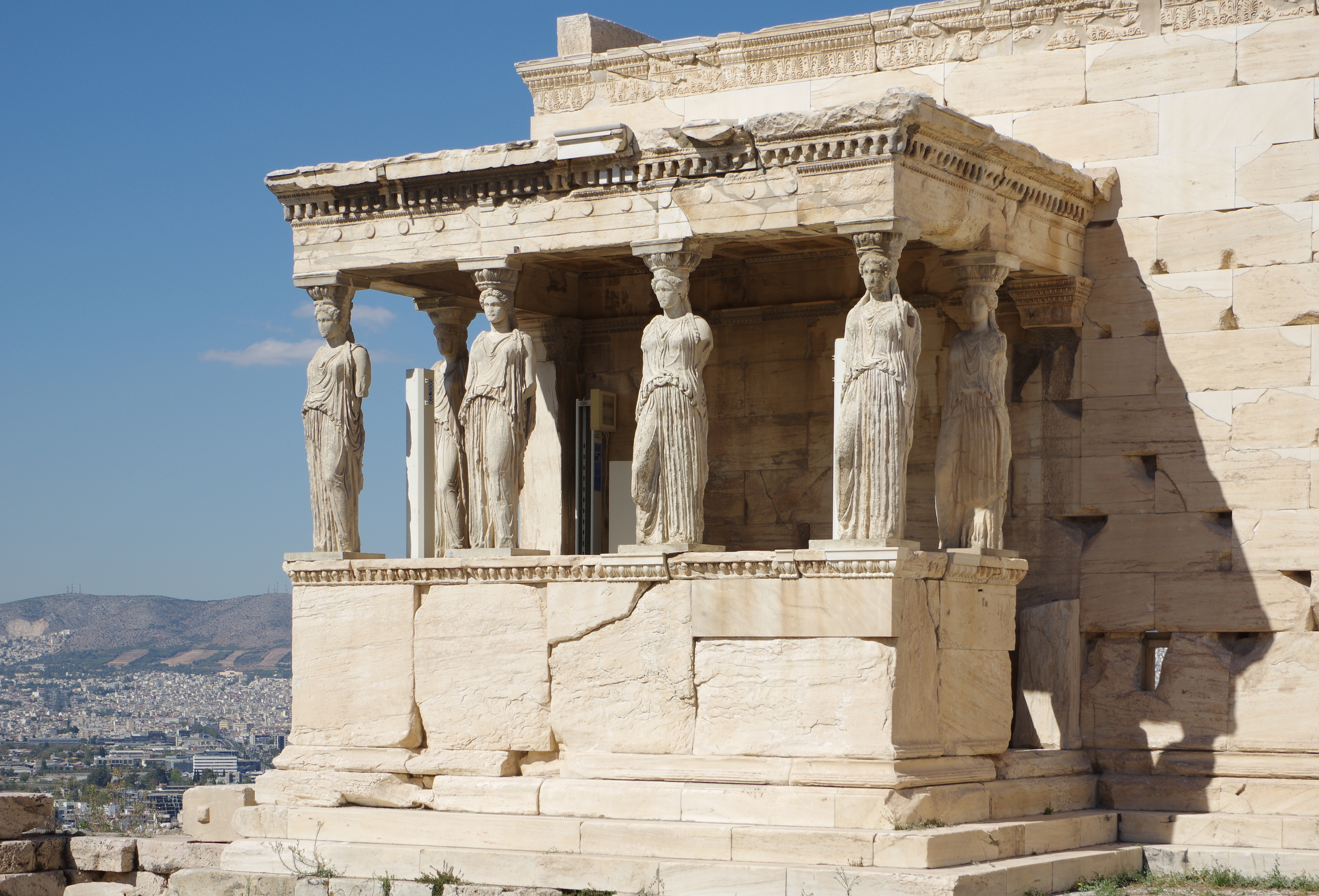
Korenhalle des Erechtheion, Akropolis (5. Jh. v. Chr.)

Eine Karyatide (griechisch καρυάτιδα „Frau aus Karyai“ in Lakonien) ist eine Skulptur, die eine Frau darstellt. Sie wird in der Architektur anstelle einer Säule oder eines Pfeilers bei Portalen und der Fassadengliederung verwendet, hat daher auch eine tragende Funktion. Die Karyatiden tragen Ziergiebel, Architrave, Dächer oder andere Dachelemente. Eine alternative Bezeichnung ist Kanephore (griechisch ‚Korbträgerin‘).
Karyatiden sind ein Sonderfall der Koren.

## Etymologie
Vitruv bezog den Begriff „Karyatide“ auf die antike Stadt Karyai in Lakonien nahe bei Sparta. Deren Frauen seien versklavt worden und gezwungen worden, Lasten zu tragen.

## Antikes Griechenland

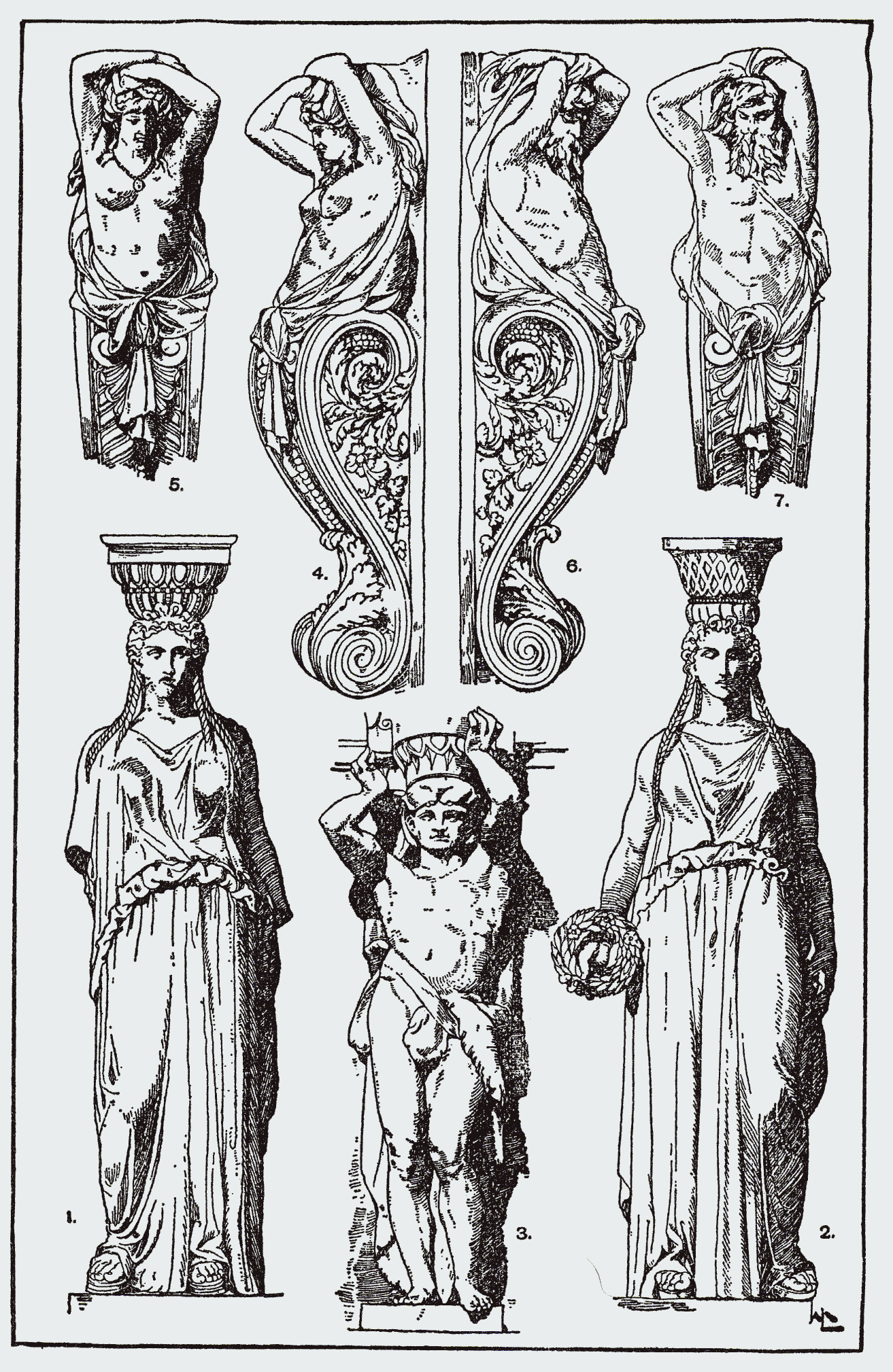
Karyatiden und Atlanten in einem Handbuch der Ornamentik des 19. Jh.

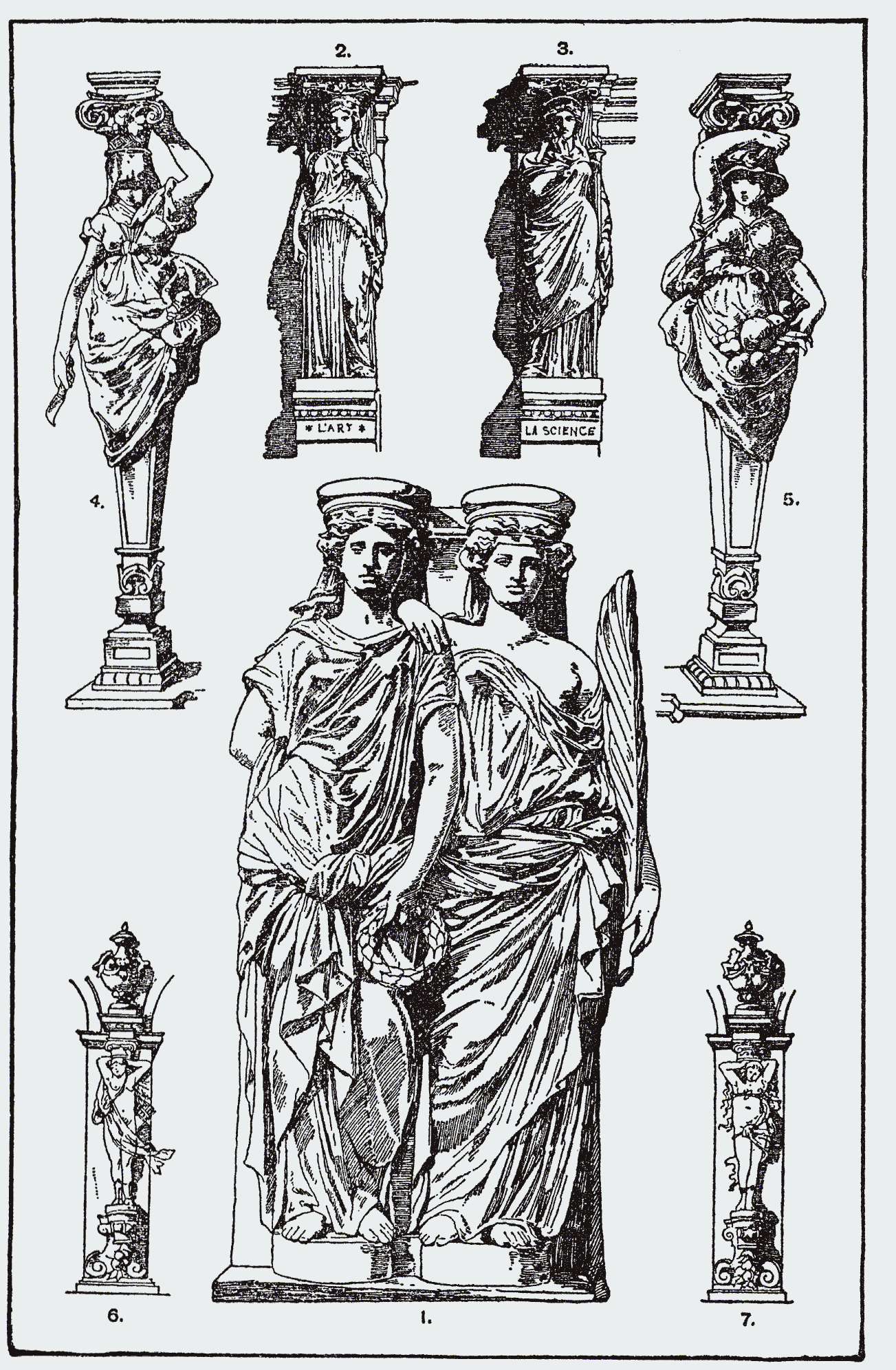
Karyatiden in einem Handbuch der Ornamentik des 19. Jh.

Die Gleichsetzung der ionischen Säule mit dem schlanken Wuchs einer Frau war im antiken Griechenland eine geläufige Vorstellung. Dorische Säulen wurden mit der kraftvollen Gestalt des Mannes identifiziert; solche männlichen Skulpturen werden als Atlanten oder Kouroi bezeichnet.
Die Karyatide trägt im Unterschied zum Atlanten, der die Hände zur Unterstützung neben dem Kopf hochhält, die Last frei auf dem Kopf. Es gibt auch freistehende Plastiken als Koren.
Die klassische Form der Kore stellt ein bekleidetes Mädchen dar, das in der Regel mit geschlossenen Beinen (oder den linken Fuß ein wenig vorgesetzt) mit gerader Körperhaltung dasteht. Die Arme hängen oft seitlich an ihrem Körper herab oder ein Arm ist angewinkelt und trägt ein Weihgeschenk. In der Regel tragen sie einen Peplos oder einen Chiton. Dabei erinnern die vertikalen Falten des Gewandes über dem Standbein an die Kannelierung der Säulen. Häufig werden diese strengen Falten über ein leichtes Anwinkeln des Spielbeins aufgelockert. Diese Figuren waren in der Antike meist bemalt, wobei sich die Farbgebung nicht erhalten hat.
Die Karyatiden vom Erechtheion auf der Akropolis von Athen gehören zum Reichen Stil. Diese wiederum waren ein Motiv nahezu in allen späteren Kunstepochen bis zum Ende des 19. Jahrhunderts. Diese Nachahmungen tragen oft das Kennzeichen des Manierismus.
Ein weiteres Beispiel zeigt das im Typus eines Antentempels etwa 525 v. Chr. errichtete Schatzhaus der Siphnier in Delphi, bei welchem zwei Koren in ionischer Tracht mit dünnem, feinem Chiton und schräg geschnittenem Mäntelchen als Karyatiden die Funktion von Säulen übernehmen und an der nach vorne offenen Gebäudefront den Architrav des Schatzhauses tragen. Eine Rekonstruktion des Gebäudes ist im Archäologischen Museum in Delphi zu sehen.

## Spätere Entwicklung

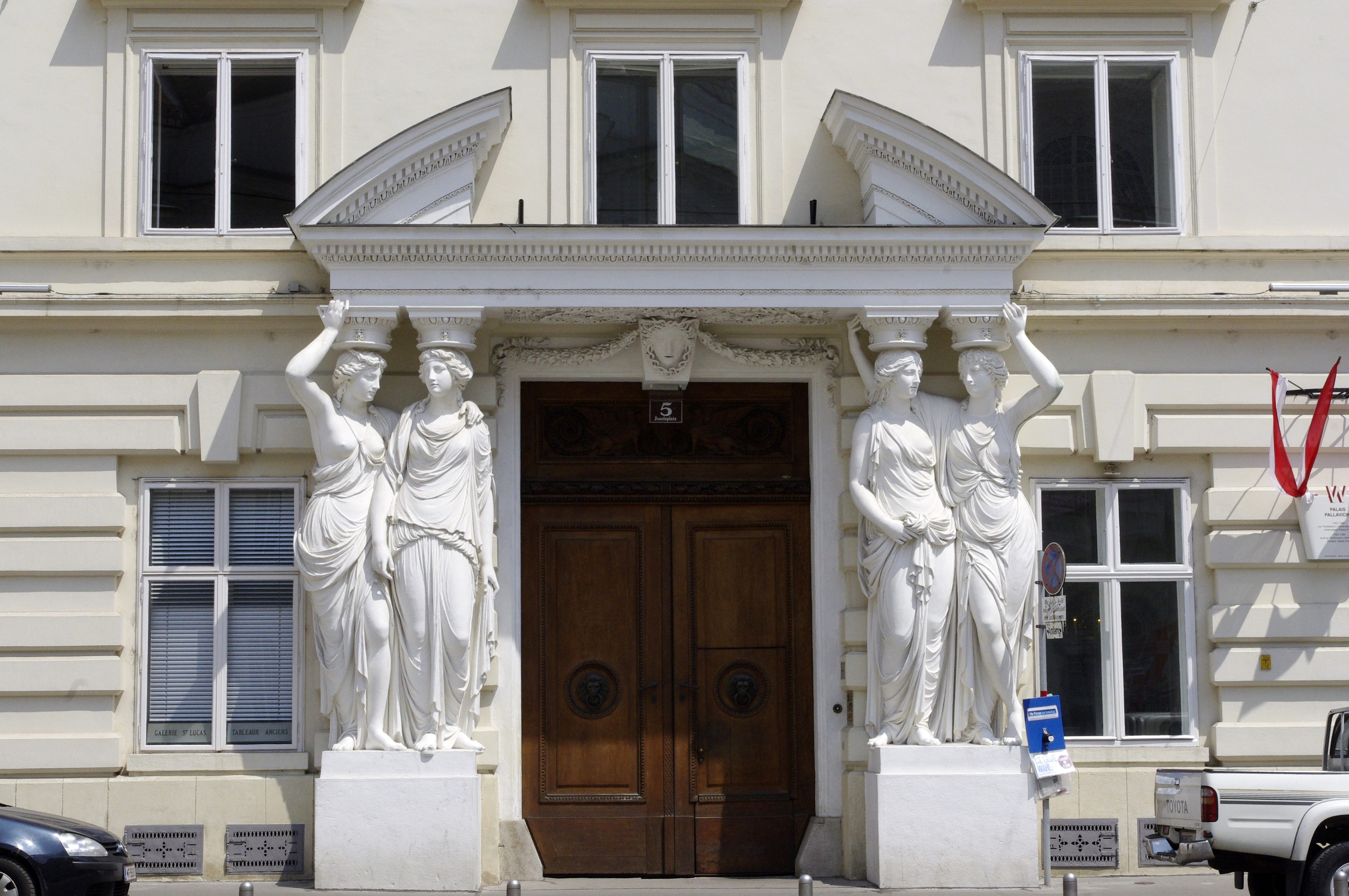
Karyatiden am Portal des Palais Pallavicini in Wien (18. Jh.)

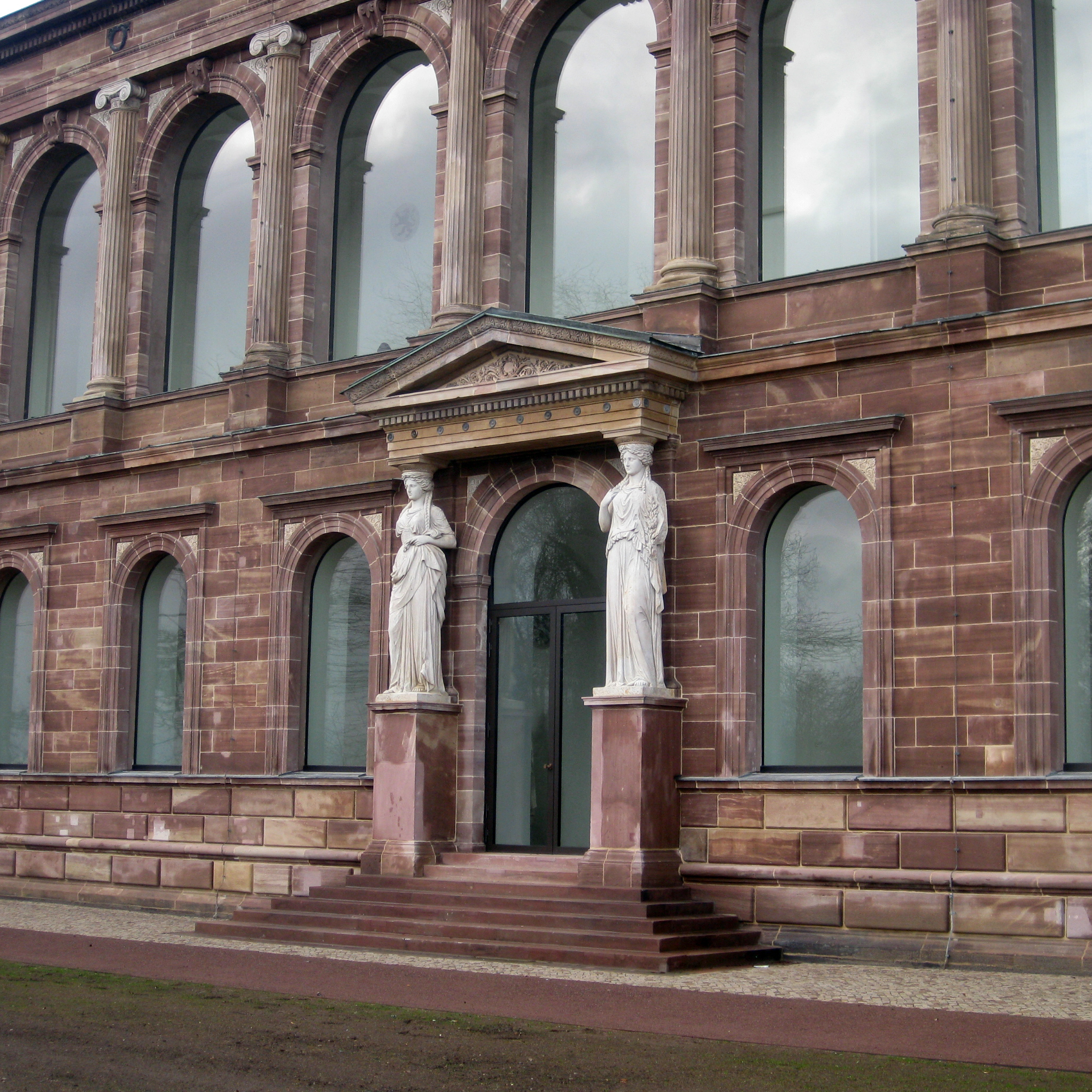
Karyatiden an der Neuen Galerie in Kassel. Man beachte, wie diese als Skulpturen vom restlichen Bauwerk abgesetzt sind

Karyatiden wurden in der europäischen Architektur im Barock und im Klassizismus wieder als Elemente der Gestaltung eingesetzt wie z. B. in Schloss Sanssouci, aber auch später als Bestandteil historistischer Architektur und Wohnungsgestaltung. 
Im kunsthandwerklichen Bereich sind Karyatiden bei Sitzmöbeln (z. B. „Karyatidenhocker“ in der afrikanischen Kunst), bei Tischen, Leuchten oder Wandverkleidungen zu finden.